# Перший шлюб Джорджі та Менді
«Перший шлюб Джорджі та Менді» (англ. Georgie & Mandy's First Marriage) — американський ситком, створений Чаком Лоррі, Стівеном Моларо та Стівом Голландом. Прем'єра серіалу відбулася 17 жовтня 2024 року на CBS.
Це третій серіал у франшизі «Теорія великого вибуху» та прямий сиквел та спін-офф ситкому «Юний Шелдон». Серіал розповідає про шлюб молодих батьків Джорджі Купер (Монтана Джордан) і Менді Макалістер (Емілі Осмент). Події серіалу відбуваються у 1994 році.

## Акторський склад

### Головні ролі
- Монтана Джордан — Джорджі Купер
- Емілі Осмент — Менді Макалістер
- Рейчел Бей Джонс — Одрі Макалістер
- Вілл Сассо — Джим Макалістер
- Дугі Болдуін — Коннор Макалістер
- Джессі През — Рубен

### Запрошені актори
- Зої Перрі — Мері Купер[1]
- Енні Поттс — Конні Такер («Мімау»)[1]
- Рейган Реворд — Міссі Купер[1]
- Крейг Т. Нельсон — Дейл Баллард[2]
- Метт Хоббі — пастор Джефф Діффорд[3]
- Док Ферроу — Вейн Вілкінс[4]

## Виробництво

### Розробка
У січні 2024 року стало відомо, що CBS розробляє спін-офф серіалу Юний Шелдон. У березні 2024 року було надано зелене світло серіалу.
Серіал розповідає про молодих батьків Джорджі Купер (Монтана Джордан) і Менді Макалістер (Емілі Осмент), які «переживають виклики дорослого життя, виховання дітей і шлюбу». Було також оголошено, що співавтори Чак Лорре, Стівен Моларо та Стів Голланд будуть сценаристом і виконавчим продюсером додаткового серіалу. У травні 2024 року оголосили назву серіалу — «Перший шлюб Джорджі та Менді», а в липні 2024 року було оголошено, що прем'єра серіалу відбудеться 17 жовтня 2024 року на CBS.
Виконавчими продюсерами серіалу є Чак Лоррі, Стівен Моларо та Стів Холланд. Chuck Lorre Productions виробляє серіал спільно з Warner Bros. Television, як і інші серіали у франшизі «Теорія великого вибуху». У жовтні 2024 року CBS замовила повний сезон серіалу, що складається з 22 епізодів.

### Кастинг
У березні 2024 року було оголошено, що Монтана Джордан та Емілі Осмент повторять ролі Джорджа «Джорджі» Купера-молодшого та Аманди «Менді» Макалістер, у серіалі «Юний Шелдон». У травні 2024 року було оголошено, що Вілл Сассо та Рейчел Бей Джонс приєднались до основного акторського складу, повторивши свої ролі батьків Менді, Джима Макалістера та Одрі Макалістера, у серіалі «Юний Шелдон».
У липні 2024 року було оголошено, що Зої Перрі, Енні Поттс і Рейган Реворд будуть зніматися в серіалі як запрошенні гості, повторюючи ролі своїх героїнь — Мері Купер, Констанс «Конні» Такер і Мелісси «Міссі» Купер з «Юного Шелдона».
Також у липні 2024 року було оголошено, що Дугі Болдуін отримав роль брата Менді, Коннора МакАлістера, а Джессі През — роль Рубена, працівника шиномонтажу Джима. Болдуін замінив Джозефа Аполлоніо, який спочатку отримав роль Коннора в «Юному Шелдоні». У вересні 2024 року стало відомо, що Крейг Т. Нельсон буде запрошеною зіркою, який повторить свою роль Дейла Балларда. У листопаді 2024 року було оголошено, що Метт Хоббі повернеться до ролі пастора Джеффа Діффорда. У грудні 2024 року було оголошено, що Док Ферроу повернеться до ролі тренера Вілкінса, найкращого друга та колеги Джорджа у Медфордській середній школі.

## Прем'єра
Прем'єра серіалу відбулася 17 жовтня 2024 року на CBS. У Канаді серіал транслюється на CTV і CTV Comedy Channel, а також доступний на Crave.